# Aeroportul Dr. Juan C. Angara
Aeroportul Dr. Juan C. Angara (IATA: BQA, ICAO: RPUR) este un aeroport din San Luis⁠(d), Aurora⁠(d), Central Luzon⁠(d), Filipine ce deservește zona Baler⁠(d). Aeroportul a fost tranzitat în 2021 de 818 pasageri.
Situat la o altitudine de 36 m, aeroportul dispune de o singură pistă.